# Jan Łada (lekkoatleta)

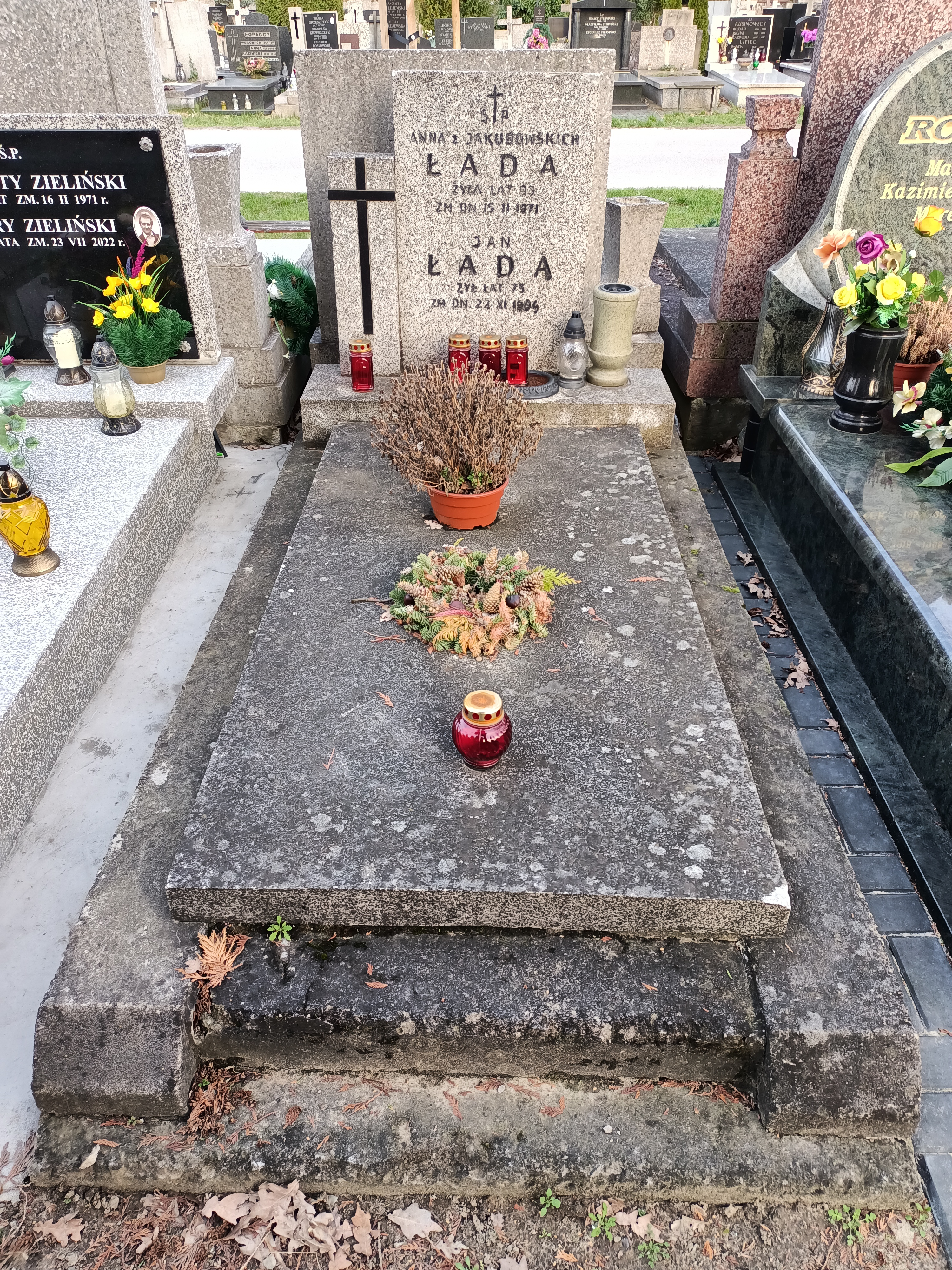
Grób Jana Łady na Cmentarzu Bródnowskim w Warszawie

Jan Łada (ur. 4 kwietnia 1909 w Humaniu, zm. 22 listopada 1984 w Warszawie) – polski lekkoatleta, specjalizujący się w biegach sprinterskich.
Był z wykształcenia ekonomistą. Przed II wojną światową pracował jako dziennikarz, a po wojnie – w Przedsiębiorstwie Budowy Huty Warszawa.
3 grudnia został pochowany na Cmentarzu Bródnowskim Sektor 46I, rząd 2,  numer 24.

## Osiągnięcia
- Akademickie mistrzostwa świata[1]
  - Darmstadt 1930 – odpadł w eliminacjach biegu na 200 metrów
- Mistrzostwa Polski seniorów w lekkoatletyce (4 medale)[3]
  - Warszawa 1930
    - złoty medal w sztafecie 4 × 100 m

  - Królewska Huta 1931
    - brązowy medal w biegu na 200 m

  - Warszawa 1932
    - złoty medal w sztafecie 4 × 100 m

  - Wilno 1936
    - złoty medal w sztafecie 4 × 100 m